# 草刈滉一
草刈 滉一（くさかり こういち、1966年3月11日 - ）は、日本の元俳優。本名、刈田 浩三（）。
北海道出身。札幌商業高等学校（現・北海学園札幌高等学校）卒業。東映俳優センターに所属していた。

## 来歴・人物
東映演技研修所を経て、1985年に俳優デビュー。
1987年に放送されたスーパー戦隊シリーズ『光戦隊マスクマン』（テレビ朝日）のケンタ / ブラックマスク役を演じた。
1989年に芸能界を引退し、千葉県で会社員を勤めている。

## 『マスクマン』に関するエピソード
『マスクマン』の前作、『超新星フラッシュマン』のオーディションを受けて落ちていたため「フラッシュマン崩れ」と言われていた。
共演者の海津亮介は、草刈について器用ではないがだからこそ出る味があるタイプの役者と評しており、演じるケンタの性格そのものであったと述べている。
草刈は、何度もNGを出した際に海津に怒られたことで自身の中で何かが変わったと述べているが、海津は怒った覚えはないと返している。

## 出演

### テレビドラマ
- スケバン刑事II 少女鉄仮面伝説（CX）
  - 第2話「カンフー学園を叩け!」（1985年）
  - 第18話「サキ男子校に入学!? ツッパリ・ハイスクール」（1986年）
- 誇りの報酬（1986年、NTV）
  - 第33話「お嬢サマが危ない!」
  - 第49話「さらば、いとしのデカたちよ」
- 月曜ドラマランド / 包丁人味平（1986年、CX）
- 火曜サスペンス劇場 / 署名のない風景画（1986年、NTV）
- 太陽にほえろ!（1986年、NTV）
  - 第709話「タイムリミット・午前6時」 - 暴走族 役
  - 第716話「マイコン、疾走また疾走」
- 女ふたり捜査官 第3話「訪れた亡夫の隠し子」（1986年、ABC）
- 光戦隊マスクマン（1987年 - 1988年、ANB） - ケンタ / ブラックマスク 役
- ベイシティ刑事 第20話「お嬢さま刑事 鉄人レースを激走」（1988年、ANB） - 浅井 役
- 土曜ワイド劇場 / 長崎で消えた女（1988年、ANB）
- はぐれ刑事純情派 第25話「みちのく仙台・父帰る!」（1988年、ANB） - 岩原ケンタ 役
- もっとあぶない刑事 第1話「多難」（1988年、NTV）
- キツイ奴ら 第1話・第2話（1989年、TBS）
- ばあじんロード（1989年、TBS）

### 映画
- 劇場版 光戦隊マスクマン（1987年、東映） - ケンタ / ブラックマスク 役
- グリーンレクイエム（1988年、東北新社） - 医大生 役 ※1985年制作